# Bo Martinsson
Bo Martinsson (ur. 17 kwietnia 1953 roku w Örebro) – niemiecki kierowca wyścigowy.

## Kariera
Martinsson rozpoczął międzynarodową karierę w wyścigach samochodowych w 1975 roku od startów w Szwedzkiej Formule Ford 1600, gdzie odniósł jedno zwycięstwo. Z dorobkiem 48 punktów uplasował się tam na trzeciej pozycji w klasyfikacji generalnej. W późniejszych latach pojawiał się także w stawce Szwedzkiej Formuły 3, Europejskiej Formuły 3, Festiwalu Formuły Ford, Formuły Ford 2000 - SMMT Motor Show Trophy Support race, Formuły Ford 1600 Euroseries, Europejskiej Formuły 2 oraz Skandynawskiej Formuły 3.
W Europejskiej Formule 2 Szwed wystartował prywatnie podczas pierwszego wyścigu sezonu 1982. Ukończył ten wyścig na szesnastej pozycji.